# The Hertz Corporation

Логотип компанії

The Hertz Corporation (також відома як Hertz Rent a Car або просто Hertz) — компанія з прокату автомобілів. Має 1900 пунктів прокату в США і 5100 в інших країнах, у тому числі в Україні.

## Історія
Компанія заснована більше 100 років тому в 1918 році Волтером Джейкобсом, який почав операції з прокату в Чикаго з десятком автомобілів. У 1923 році Джейкобс продав компанію Джону Херцу, президенту компаній Yellow Cab і Yellow Truck and Coach Manufacturing Company, який перейменував її в Hertz Drive-Ur-Self System. Згодом компанія змінила ряд власників, в числі яких General Motors, RCA і United Airlines.
Поширення коронавірусу завдало істотної шкоди бізнесу компанії, яка була сильно переобтяжена боргами (загальний борг компанії становить близько $ 19 млрд). Попит на послуги прокату автомобілів почав знижуватися задовго до коронавірусу, так як багато споживачів почали віддавати перевагу сервісам таких компаній як Uber і Lyft.
На початку травня 2020 року компанія найняла консультантів для підготовки до банкрутства.
Статки бізнесмена Ілона Маска восени 2021 значно збільшилися через подорожчання акцій компанії «Tesla», зокрема, завдяки тому, що вона уклала угоду з «Hertz» про постачання 100 000 електроавтівок.